# Ascenso de Adolf Hitler al poder

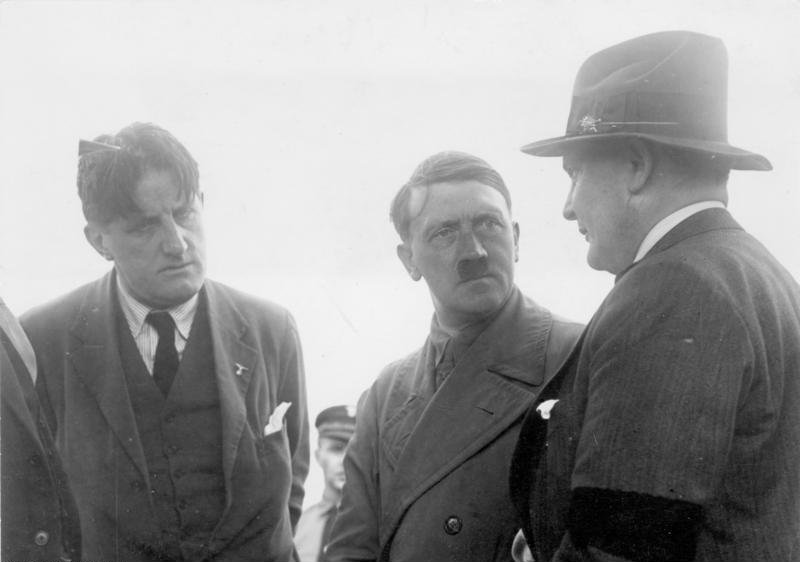
Hitler conversando con Ernst Hanfstaengl y Hermann Göring, 21 de junio de 1932

El ascenso de Adolf Hitler al poder comenzó en septiembre de 1919 en Alemania cuando se unió al partido político conocido como Deutsche Arbeiterpartei, DAP, el Partido Obrero Alemán. En 1920 cambió su nombre a Nationalsozialistische Deutsche Arbeiterpartei (NSDAP), Partido Nacionalsocialista Obrero Alemán, comúnmente denominado Partido Nazi. Este partido político se formó y desarrolló durante la posguerra de la Primera Guerra Mundial, como partido antimarxista y opuesto al Tratado de Versalles y al gobierno democrático de posguerra de la República de Weimar. Defendía el nacionalismo extremo y el pangermanismo, así como el antisemitismo. Puede considerarse que el «ascenso» de Hitler terminó en marzo de 1933, después de que el Reichstag adoptara la Ley de Concesión de Plenos Poderes de 1933. El 30 de enero de 1933 el presidente Paul von Hindenburg había nombrado a Hitler canciller tras una serie de elecciones parlamentarias y las consiguientes intrigas entre bastidores. La ley de plenos poderes —si se aplicaba de forma despiadada y autoritaria— daba virtualmente a Hitler la capacidad de ejercer constitucionalmente a partir de ese momento un poder dictatorial y sin objeciones legales.
Adolf Hitler ascendió a un lugar prominente en los primeros años de existencia del partido. Siendo uno de los mejores oradores del partido, exigió a los otros miembros que lo hicieran líder, con la amenaza de abandonarlo. En parte se ayudó de su deseo de utilizar la violencia para avanzar en sus objetivos políticos y para reclutar miembros que compartieran este deseo. El Putsch de Múnich, en noviembre de 1923, y la posterior publicación de su libro Mein Kampf («Mi lucha») acercaron a Hitler a una audiencia más amplia. A mediados de la década de 1920, el partido entró en una lucha electoral en la que Hitler participó como orador y organizador, así como en acciones violentas y reyertas callejeras entre la Rotfrontkämpferbund (Alianza de Guerreros del Frente Rojo) y la Sturmabteilung (SA) nazi. A finales de los años 20 y principios de los 30, los nazis consiguieron suficientes apoyos electorales para convertirse en el mayor partido político del Reichstag, y la combinación de agudeza política, capacidad de engaño y astucia de Hitler convirtió la mayoría simple del partido en un efectivo poder de gobierno en la debilitada República de Weimar de 1933.
Una vez en el poder, los nazis crearon una mitología alrededor de su ascenso, describiendo el periodo que cubre este artículo como Kampfzeit (tiempo de lucha) o Kampfjahre (años de lucha).

## El comienzo (1918–1924)
Hitler entró en el incipiente partido nazi tras la Primera Guerra Mundial, y pronto implantó el tono violento del movimiento formando el grupo paramilitar Sturmabteilung (SA). La Baviera católica rechazaba el gobierno del Berlín protestante, y Hitler vio en una revolución bávara el medio para hacerse con el poder, pero un primer intento no dio frutos y fue encarcelado después del Putsch de Múnich de 1923. Utilizó ese tiempo para escribir Mi lucha, donde argumentaba que la afeminada ética judeocristiana debilitaba Europa, y que Alemania necesitaba un hombre de hierro para rehabilitarse y construir un imperio. Fue entonces cuando decidió la táctica para conseguir el poder a través de medios «legales».

### Del armisticio (noviembre de 1918) a la afiliación en el partido (septiembre de 1919)
Tras conseguir el permiso del rey Luis III de Baviera, el ciudadano austriaco de 25 años Adolf Hitler se alistó en el regimiento bávaro del ejército alemán, aunque no tenía aún la nacionalidad alemana. Durante más de cuatro años (de agosto de 1914 a noviembre de 1918), Alemania fue el principal contendiente de la Primera Guerra Mundial en el frente occidental. Poco después de que concluyeran los combates en ese frente en noviembre de 1918, Hitler regresó a Múnich después del armisticio sin trabajo, sin formación profesional civil y sin amigos. Se quedó en la Reichswehr (defensa nacional), donde le asignaron una función relativamente intrascendente durante el invierno de 1918 a 1919, aunque al final lo reclutaron desde el Departamento Político del Ejército (oficina de prensa), posiblemente por haber ayudado a los militares a investigar la responsabilidad de la nefasta República Soviética de Baviera. Tomó parte en cursos de «pensamiento nacional» impartidos por el capitán Karl Mayr. Aparentemente, su capacidad de oratoria, así como su antisemitismo extremo y manifiesto atrajeron la atención del oficial responsable de su acreditación y fue promovido a «oficial de educación», lo que le dio la oportunidad de hablar en público.
En julio de 1919, Hitler fue nombrado Verbindungsmann (agente de inteligencia) de un Aufklärungskommando (comando de reconocimiento) del Reichswehr, con el propósito de que influenciara a otros soldados y se infiltrara en el Partido Obrero Alemán (DAP). El DAP había sido fundado el 5 de enero de 1919 por Anton Drexler y Karl Harrer entre otros, a partir de la unión de varios grupos, en una pequeña reunión en el restaurante Fuerstenfelder Hof de Múnich. Mientras estudiaba las actividades del DAP, Hitler quedó impresionado con las ideas antisemitas, nacionalistas, anticapitalistas y antimarxistas de Drexler.
El 12 de septiembre de 1919, durante una reunión, Hitler se sintió agraviado por los comentarios que un asistente dirigió a Gottfried Feder, el orador, un excéntrico economista con el que Hitler había trabado conocimiento en una conferencia que Feder dio en un curso de «educación» del ejército. El asistente (Hitler lo llama despectivamente «profesor» en «Mein Kampf») afirmaba que Baviera debería independizarse de Alemania y unirse con Austria para formar una nueva nación germana en el sur. Hitler se levantó y reprendió al infortunado profesor Baumann haciendo que al final Baumann abandonara la reunión antes de que terminase. Impresionado por la oratoria de Hitler, Drexler lo invitó a unirse al DAP. Hitler aceptó el 12 de septiembre de 1919, convirtiéndose en el 55.º miembro del partido. En menos de una semana, Hitler recibió una tarjeta de Drexler en la que le comunicaba que había sido oficialmente aceptado como miembro del DAP y que debía acudir a una reunión del «comité» para discutirlo. Hitler asistió a la reunión, que se realizó en la decadente cervecería Alte Rosenbad. Más tarde, Hitler escribiría que unirse al recién creado partido «... fue la resolución más decisiva de mi vida. A partir de ahí ya no había vuelta atrás ni podía haberla. (…) Me inscribí como miembro del Partido Obrero Alemán y recibí una tarjeta provisional de miembro con el número 7». Normalmente, no se permitía que el personal del ejército perteneciera a ningún partido político, pero en este caso, Hitler obtuvo el permiso del capitán Mayr para unirse al DAP. Además, Hitler fue autorizado a seguir en el ejército y recibir su paga semanal de 20 marcos de oro.

### De la inscripción en el partido a la concentración de Hofbräuhaus (noviembre de 1921)
A principio de la década de 1920, el DAP había crecido hasta más de 100 miembros, y Hitler recibió su tarjeta de miembro n.º  555 (El número asignado a los miembros partía de 500).
Las considerables dotes oratorias de Hitler y su capacidad para la propaganda eran apreciadas por la dirección del partido. Con el apoyo de Anton Drexler, Hitler se convirtió en jefe de propaganda del partido a principio de los años 20. En febrero de 1920 fraguó el cambio del DAP a Nationalsozialistische Deutsche Arbeiterpartei, NSDAP (Partido Nacionalsocialista Obrero Alemán), conocido en el resto del mundo como Partido Nazi. Hitler diseñó el símbolo del partido, una esvástica dentro de un círculo blanco sobre fondo rojo. Sus acciones comenzaron a transformar el partido. Organizó su mayor mitin, ya de 2000 personas, el 24 de febrero de 1920 en la Staatliches Hofbräuhaus in München, en el que Hitler anunció el programa de 25 puntos del partido. En marzo de 1920, Hitler fue cesado del ejército y comenzó a trabajar para la NSDAP a tiempo completo.
En agosto, Hitler organizó una brigada de «protección de sala» que denominó Ordnertruppen y que después se conoció con el nombre de «División de Gimnasia y Deporte». Es muy probable que su propósito principal fuera mantener el orden en los mítines nazis y expulsar a quien los perturbara. A principios de octubre el grupo cambió oficialmente su nombre por el de Sturmabteilung (Sección de asalto, literalmente «Destacamento Tormenta») o SA, mucho más descriptivo y que sugería que podía combatir, o incluso que su única función era esa.
A lo largo de la década de 1920, Hitler comenzó a dar conferencias en las cervecerías de Múnich, sobre todo en Hofbräuhaus, Sterneckerbräu y Bürgerbräukeller. Solo Hitler era capaz de atraer multitudes a los discursos y mítines del partido. Para entonces, la policía vigilaba los discursos, y los escritos que se conservan del propio Hitler revelan que dio conferencias con títulos como «Fenómeno político» o «Los judíos y el Tratado de Versalles». A finales de año, el número de miembros del partido llegaba a los 2000, según los registros.
En junio de 1921, mientras Hitler y Dietrich Eckart se encontraban de viaje en Berlín para recaudar fondos, estalló un motín en la NSDAP de Múnich. Algunos miembros de su comité ejecutivo, que consideraban a Hitler demasiado autoritario, querían unirse con el Partido Socialista Alemán (DSP). Hitler volvió a Múnich el 11 de julio y entregó furioso su dimisión. Los miembros del comité se dieron cuenta de que la partida de Hitler significaría el final del partido. Hitler anunció que volvería a condición de que le nombraran presidente del partido en sustitución de Drexler, y de que la sede siguiera estando en Múnich. El comité accedió y Hitler regresó al partido el 26 de julio como miembro n.º  3 680. En los siguientes días, Hitler habló en su defensa en salas abarrotadas, recabando entusiastas aplausos. Su estrategia tuvo éxito: en una reunión general con los miembros le concedieron poderes absolutos como presidente, con un solo voto negativo.
El 14 de septiembre de 1921, Hitler y un considerable número de miembros de la SA y otros simpatizantes del Partido Nazi interrumpieron un mitin de la Liga Bávara en el Lowenbraukeller. Esta organización federalista se oponía al centralismo de la Constitución de Weimar, pero aceptaba su programa social. La Liga estaba liderada por Otto Ballerstedt, un ingeniero que Hitler consideraba su «más peligroso oponente». El nazi Hermann Esser se subió a una silla y gritó que los judíos tenían la culpa de las desgracias de Baviera, y el resto de los nazis comenzaron a exigir a gritos que Ballerstedt cediera la palabra a Hitler. Los nazis golpearon a Ballerstedt y lo echaron del estrado, arrojándolo sobre la audiencia. Hitler y Esser fueron arrestados, y es famoso el comentario que hizo Hitler al jefe de policía: «Está bien. Conseguimos lo que queríamos. Ballerstedt no habló». Hitler fue condenado a 3 meses de prisión por el incidente, y acabó cumpliendo algo más de un mes.
El 4 de noviembre de 1921, el Partido Nazi celebró un gran mitin en la Hofbräuhaus de Múnich. Después de que Hitler hablara un rato, el mitin derivó en una reyerta en la que una pequeña compañía de la SA vapuleó a la oposición.

### De la reyerta en la cervecería al golpe de Estado de la cervecería: El frustradoPutschy el consiguiente juicio
En 1922 y principios de 1923, Hitler fundó dos organizaciones que crecerían hasta tener una enorme importancia. La primera era la Jungsturm y Jugendbund, que más tarde se convertiría en las Juventudes Hitlerianas. La otra fue la Stabswache, el germen de lo que después sería la Schutzstaffel (SS).
Inspirado por la marcha sobre Roma de Benito Mussolini, Hitler decidió que la estrategia apropiada para hacerse con el control del país era un golpe de Estado. En mayo de 1927, algunos elementos leales a Hitler dentro del ejército pusieron a disposición de la SA barracones y armas, pero la orden de marchar nunca llegó.
El punto de inflexión se sitúa en el Putsch de Múnich liderado por Hitler, un intento de golpe de Estado en los días 8 y 9 de noviembre de 1923. En el fallido golpe murieron dieciséis miembros del NSDAP y cuatro policías. Hitler fue detenido el 11 de noviembre de 1923 y procesado por alta traición en un juicio que centró la atención pública.
El muy notorio juicio comenzó en febrero de 1924. Hitler se esforzó por cambiar las tornas y enjuiciar la democracia y la República de Weimar por traición al pueblo alemán. Hitler fue declarado culpable y el 1 de abril lo sentenciaron a cinco años de cárcel en la prisión de Landsberg, donde recibió un tratamiento privilegiado por parte de los guardias: tenía una habitación con vistas al río, llevaba corbata, le permitían recibir visitas y correo de sus admiradores, además de contar con los servicios de un secretario privado. El Tribunal Supremo bávaro dictó su indulto el 20 de diciembre de 1924, a pesar de las objeciones del fiscal del Estado.
Hitler dedicó el tiempo en la prisión Landsberg a considerar su estrategia política y a dictar el primer volumen de Mi lucha, sobre todo a su leal asistente Rudolf Hess. Después del putsch, el partido fue prohibido en Baviera, pero participó en las dos elecciones de 1924 representado por el Movimiento Nacional Socialista de la Libertad. En las Elecciones parlamentarias de Alemania de mayo de 1924, el partido ganó varios escaños en el Reichstag, con el 6,5% de los votos (1 918 329). En las Elecciones parlamentarias de Alemania de diciembre de 1924, el Movimiento Nacional Socialista de la Libertad, combinación del Deutschvölkische Freiheitspartei (DVFP) y del Partido Nazi (NSDAP), consiguió solo 907 242 votos, lo que le hizo perder 18 escaños, quedando con 14.
La propaganda nazi utilizó después con frecuencia el escándalo Barmat, como estrategia electoral y como llamamiento al antisemitismo.
Después de reflexionar, Hitler había decidido que no había que obtener el poder mediante una revolución desde fuera del gobierno, sino por medios legales, dentro de los límites del sistema democrático establecido por Weimar.
Durante cinco o seis años no habría más prohibiciones del partido (Ver abajo Toma del poder (1931 - 1933).

## Maniobras hacia el poder (1925–1930)
En las elecciones de 1928, el partido solo consiguió 12 escaños (2,6% de los votos) en el Reichstag. Por provincias, los mejores resultados se obtuvieron en Baviera (5,11%), aunque en tres zonas, el NSDAP no llegó al 1% de votos. En parte por estos malos resultados, Hitler decidió que los alemanes tenían que conocer mejor sus objetivos. A pesar de que su editor intentó disuadirlo, escribió un segundo libro que fue descubierto y publicado póstumamente como Zweites Buch. En la misma época, la SA comenzó un periodo de deliberado antagonismo con el Rotfront marchando sobre feudos de los comunistas y provocando violentos altercados.
A finales de 1928, el partido tenía 130 000 miembros. En marzo de 1929, Erich Ludendorff representó al partido nazi en las elecciones presidenciales, y consiguió 280 000 votos (1,1%) y fue el único candidato en obtener menos de un millón de votos. Las batallas en las calles se hicieron más violentas. Cuando el Rotfront interrumpió un discurso de Hitler, la SA marchó por las calles de Núremberg y mató a dos viandantes. En revancha, la SA irrumpió en una reunión del Rotfront el 25 de agosto y unos días después, en los cuarteles generales del propio Partido Comunista de Alemania (KPD). En septiembre, Joseph Goebbels condujo a sus hombres a Neukölln, un baluarte del KPD, y los dos partidos contendientes se enzarzaron en un tiroteo.
El referéndum alemán de 1929 tuvo una gran importancia, ya que le dio al Partido Nazi un reconocimiento y una credibilidad que nunca había tenido.
El 14 de enero de 1930, el activista nazi Horst Wessel tuvo una discusión con su casera, según unas fuentes por el pago del alquiler, y según otras por sus actividades como proxeneta. Esta discusión terminó trágicamente. La casera era miembro del KPD y se puso en contacto con un amigo del Rotfront, Albert Hochter, que disparó a Wessel. Unos meses antes, Wessel había escrito una canción que se convertiría en el himno nazi Horst-Wessel-Lied. Goebbels aprovechó el ataque (y las semanas que Wessel pasó en su lecho de muerte) para publicitar la canción, y los nazis utilizaron el funeral como oportunidad para hacer propaganda anticomunista.
El 1 de abril, Hannover aprobó una ley que prohibía la Hitlerjugend (las Juventudes Hitlerianas), y Goebbels fue condenado por alta traición a finales de mayo. Baviera prohibió los uniformes políticos el 2 de junio, y el 11, Prusia prohibió las camisas pardas de la SA y las insignias relacionadas. Al mes siguiente, Prusia aprobó una ley que impedía a sus funcionarios hacerse miembros del NSDAP y del KPD. Ese mismo mes, Goebbels era juzgado y condenado de nuevo, esta vez por «insulto público». El gobierno también encausó a los oficiales militares por «formar células nacional socialistas».
En medio de esta violenta situación, el partido de Hitler consiguió una sorprendente victoria en el Reichstag, obteniendo 107 escaños (18,3%, 6 406 397 votos). Los nazis se convirtieron en el segundo partido de Alemania. En Baviera, el partido consiguió el 17,9% de los votos, aunque por primera vez este porcentaje fue sobrepasado por otras provincias: Oldemburgo (27,3%), Brunswick (26,6%), Waldeck (26,5%), Mecklenburgo-Strelitz (22,6%), Lippe (22,3%) Mecklenburgo-Schwerin (20,1%), Anhalt (19,8%), Turingia (19,5%), Baden (19,2%), Hamburgo (19,2%), Prusia (18,4%), Hesse (18,4%), Sajonia (18,3%), Lübeck (18,3%) y Schaumburg-Lippe (18,1%).
En la campaña se invirtió una cantidad de dinero sin precedentes. Se imprimieron y distribuyeron más de un millón de panfletos, se encargaron 16 camiones para utilizarlos solo en Berlín. En las zonas donde la campaña del NSDAP fue menos enérgica, los resultados bajaron hasta el 9%. La gran depresión también fue un factor determinante de la victoria electoral de Hitler. Con este telón de fondo legal, la SA llevó a cabo su primera acción importante contra los judíos el 13 de octubre de 1930, cuando grupos de camisas pardas rompieron los escaparates de los negocios judíos en la Potsdamer Platz.

## Los partidos de Weimar, incapaces de detener a los nazis
El crack del 29 anunció un desastre económico mundial. Los nazis y los comunistas consiguieron buenos resultados en las elecciones de 1930. A pesar de que tanto los nazis como los comunistas estaban decididos a acabar con la democracia, los partidos moderados tuvieron que considerar negociar con ellos, ya que entre ambos tenían más de un 50% de los escaños. «Los comunistas», escribía Bullock, «anunciaron abiertamente que preferirían ver a Hitler en el poder antes de mover un solo dedo para salvar la república».
Los partidos políticos de Weimar fueron incapaces de detener el ascenso de los nazis. El sistema político alemán de Weimar dificultaba que los cancilleres gobernaran con una mayoría parlamentaria estable, y los sucesivos cancilleres recurrieron al poder presidencial de emergencia para gobernar. De 1931 a 1933, los nazis combinaron el terror con las campañas convencionales: Hitler cruzaba el país en avión mientras las tropas de la SA desfilaban por las calles, golpeaban a sus oponentes e interrumpían sus mítines.
No existía un partido liberal de clase media lo suficientemente fuerte como para bloquear a los nazis. El Partido Popular y el Partido Demócrata sufrieron severos reveses ante los nazis en las elecciones. Los socialdemócratas eran esencialmente «un partido sindicato conservador con un ineficaz liderazgo». El Partido Católico de Centro mantuvo su bloque de votantes, pero estaba más preocupado por defender sus propios intereses, y según Bullock, «hacia 1932-33 (…) estaba tan lejos de reconocer el peligro de una dictadura nazi que siguió negociando con ellos». Mientras tanto, los comunistas se enzarzaban en violentos altercados con los nazis en las calles, pero Moscú había ordenado al Partido Comunista que priorizara la destrucción de los socialdemócratas, que veía como rivales más peligrosos por la fidelidad de la clase trabajadora. No obstante, Bullock afirma que la mayor responsabilidad recae sobre la derecha alemana, que «renunció al verdadero conservadurismo» y se asoció con Hitler en una coalición de gobierno.

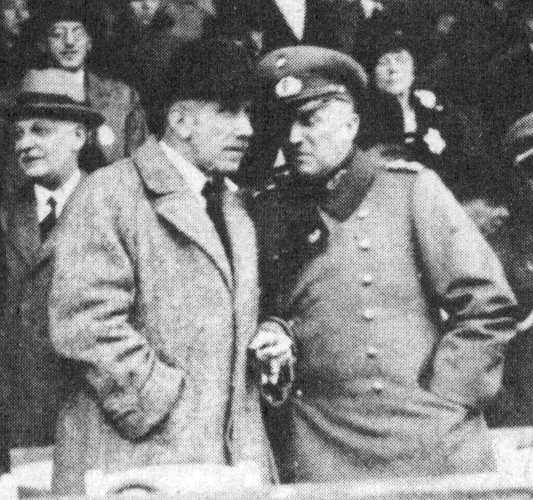
El canciller Franz von Papen (izquierda) con su sucesor, el ministro de Defensa Kurt von Schleicher

Heinrich Brüning, del Partido de Centro, fue canciller de 1930 a 1932. Brüning y Hitler fueron incapaces de llegar a un acuerdo de cooperación, pero Brüning gobernó apoyándose paulatinamente más en el presidente y el ejército que en el parlamento. El presidente Paul von Hindenburg, de 84 años, un monárquico conservador, era reacio a emprender acciones para contener a los nazis, mientras que el ambicioso general Kurt von Schleicher esperaba ganarse su apoyo como ministro encargado del ejército y la armada. Con el respaldo de Schleicher y la aprobación declarada de Hitler, Hindenburg nombró canciller al monárquico católico Franz von Papen en sustitución de Brüning en junio de 1932. Papen había participado activamente en el resurgimiento del frente de Harzburg y se había enemistado con el Partido de Centro. En último término esperaba ganarle la partida a Hitler.
En las elecciones parlamentarias de julio del 32, los nazis se convirtieron en el partido con más escaños en el Reichstag y Hitler retiró su apoyo a Papen, exigiendo la cancillería para sí mismo, pero fue rechazado por Hindenburg. Papen disolvió el parlamento y convocó nuevas elecciones, en las que el voto a los nazis se redujo. Al día siguiente de las elecciones, Papen propuso gobernar por decreto mientras se elaboraba un nuevo sistema electoral con una cámara alta. Schleicher convenció a Hindenburg de que cesara a Papen, y el propio Schleicher se convirtió en canciller, prometiendo formar una coalición factible.
El agraviado Papen abrió negociaciones con Hitler, proponiendo una coalición nazi-nacionalista. Después de haber conspirado para relegar a Hitler, solo para acabar derrotado por Schleicher, Papen centró su atención en vencer a Schleicher y llegó a un acuerdo con Hitler.

## Toma de control (1931 - 1933)
El 10 de marzo de 1931, con los enfrentamientos callejeros entre el Rotfront y la SA en plena escalada, sobrepasando todos los límites y todas las expectativas, Prusia volvió a prohibir las camisas pardas. Unos días después, varios hombres de la SA mataron a tiros a dos comunistas en una reyerta callejera, lo que condujo a que se prohibieran los discursos públicos de Goebbels, que soslayó el veto grabándolos y emitiéndolos ante el público en su ausencia.
Ernst Röhm, a cargo de la SA, puso al conde Micah von Helldorff, asesino convicto y vehemente antisemita, a cargo de la SA de Berlín. Las muertes aumentaron, multiplicándose en las escaramuzas con el Rotfront, y a finales de 1931, la SA había sufrido 47 muertes y el Rotfront contabilizaba unas 80. A lo largo de febrero y abril de 1932 se produjeron varios altercados mortales en la calle y en las cervecerías en protesta contra el respaldo a Adolf Hitler en las elecciones presidenciales que lo enfrentó al tremendamente popular Hindenburg. En la primera vuelta del 13 de marzo, Hitler había conseguido más de 11 millones de votos, pero seguía estando detrás de Hindenburg. La segunda vuelta tuvo lugar el 10 de abril: Hitler, con el 36,8 % de los votos, perdió frente a Paul von Hindenburg, que consiguió el 53 %, mientras que Thälmann, el candidato del KPD, solo logró un 10,2 % de los votos. En ese momento, el Partido Nazi tenía algo más de 800 000 afiliados.
Tres días después de las elecciones presidenciales, el gobierno alemán prohibió los elementos paramilitares del NSDAP, la SA y las SS, escudándose en el Decreto de Emergencia para la Preservación de la Autoridad Estatal. Esta acción respondía, sobre todo, a datos que se habían conocido en el juicio de varios hombres de la SA por atacar a judíos desarmados en Berlín. Menos de un mes después, el 30 de mayo, la ley fue derogada por Franz von Papen, canciller de Alemania en ese momento. Esta ambivalencia sobre la suerte de los judíos se asentaba en la cultura de antisemitismo que impregnaba a los alemanes de la época.
Empequeñecido por los éxitos electorales de Hitler, el KPD se alejó de los medios legales y giró paulatinamente hacia la violencia. Una refriega en Silesia acabó con la intervención del ejército, y con cada disparo, Alemania se acercaba más a una potencial guerra civil. En esa época, ambas partes atacaban los feudos de la parte contraria, intentando desencadenar tumultos. Hermann Göring, como portavoz del Reichstag, pidió al gobierno de Papen que procesara a los autores de los disparos. Entonces se aprobaron varias leyes que convirtieron la violencia política en un delito capital.
Los ataques continuaron, y alcanzaron su punto álgido con el asesinato de Axel Schaffeld, líder de la SA. A finales de julio, el Partido Nazi consiguió casi 14 millones de votos, obteniendo 230 escaños en el Reichstag. Alentado por estos excelentes resultados, Hitler exigió que le nombraran canciller. Papen le ofreció el puesto de vicecanciller, que Hitler rechazó.
Hermann Göring, como presidente del Reichstag, pidió que el gobierno tomara medidas enérgicas para frenar el aluvión de muertes de nacionalsocialistas. El 9 de agosto, se aprobaron varias enmiendas al estatuto del Reichstrafgesetzbuch que incrementaban las penas por «actos de violencia política» hasta «cadena perpetua, 20 años de trabajos forzados o pena de muerte». Se anunció la creación de tribunales especiales para juzgar estos delitos. Menos de un año y medio después, ya en el poder, Hitler utilizaría estas leyes contra sus oponentes con efectos devastadores.
La ley se aplicó casi inmediatamente, pero no sirvió para llevar a juicio a los perpetradores de las recientes masacres, como se esperaba. Por el contrario, fueron procesados cinco hombres de la SA que supuestamente habían asesinado a un miembro del KPD en Potempa (Alta Silesia). Adolf Hitler apareció en el juicio como testigo de la defensa, pero el 22 de agosto, los cinco hombres fueron declarados culpables y condenados a muerte. A principios de septiembre, la sentencia se conmutó por cadena perpetua en la apelación. En realidad, cumplieron algo más de cuatro meses de cárcel antes de que Hitler liberara a todos los prisioneros nazis con la amnistía de 1933.
El partido nazi perdió 35 escaños en las elecciones de noviembre de 1932, pero siguió siendo el partido con más representación en el Reichstag. Su maniobra más chocante fue la de enviar al SA para ayudar al Rotfront en apoyo de una huelga contra la agencia de transportes.
Después de que Papen dejara el puesto, dijo secretamente a Hitler que seguía teniendo una considerable influencia sobre el presidente Hindenburg, y que le haría canciller siempre que él, Papen, pudiera ser vicecanciller.
Hindenburg nombró canciller a Hitler el 30 de enero de 1933, después de formarse una coalición entre los nazis y los conservadores nacionalistas. Papen sería vicecanciller en un gabinete de mayoría conservadora, aún falsamente convencido de que podía «controlar» a Hitler. Inicialmente, Papen se pronunció públicamente contra algunos excesos de los nazis, pero después de escapar por muy poco a la muerte durante la noche de los cuchillos largos, dejó de criticar abiertamente al régimen.
Tras el nombramiento de Hitler como canciller con un gobierno de coalición NSDAP-DNVP, la SA y las SS organizaron desfiles de antorchas por Berlín. En el gobierno de coalición, tres miembros eran nazis: Hitler, Wilhelm Frick (ministro de Interior) y Hermann Göring (ministro sin cartera).
Puesto que los alemanes que se oponían al nazismo eran incapaces de unirse en su contra, Hitler pronto pudo consolidar un poder absoluto.

A riesgo de que parezca una tontería, le diré que el movimiento nacional socialista durará 1000 años... No olvide cómo se rieron de mí hace 15 años cuando declaré que un día yo gobernaría Alemania. Ahora ríen, igual de estúpidamente, cuando digo que seguiré en el poder
Adolf Hitler a un corresponsal británico en Berlín, junio de 1934 

## De canciller a dictador

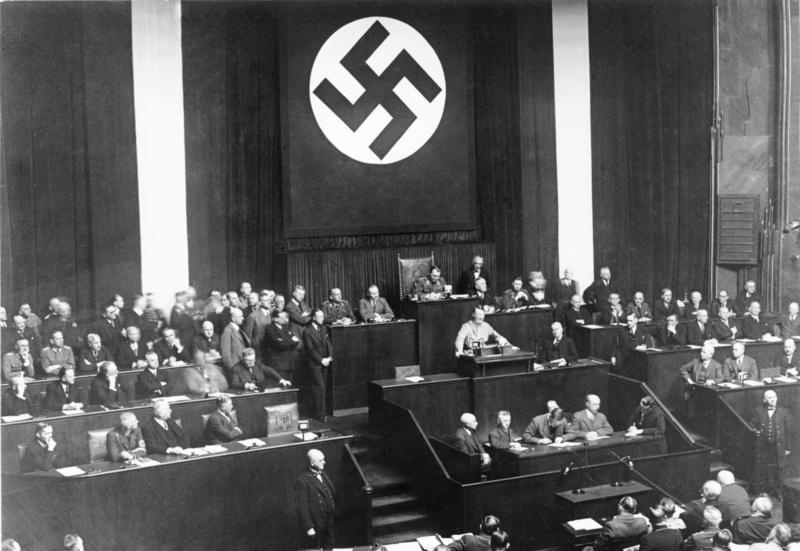
Adolf Hitler se dirige al Reichstag el 23 de marzo de 1933. Buscando un acuerdo para aprobar la Ley Habilitante, Hitler ofreció la posibilidad de una cooperación amistosa, prometiendo no amenazar al Reichstag, al presidente, los estados ni las iglesias si se le concedían poderes de emergencia

Tras el incendio del Reichstag, los nazis comenzaron a suspender libertades civiles y a eliminar a la oposición política. Los comunistas quedaron excluidos del Reichstag. De nuevo, en las elecciones generales de marzo, ningún partido obtuvo mayoría absoluta. Hitler exigió el voto del Partido de Centro y de los conservadores del Reichstag para obtener el poder que deseaba. El 24 de marzo de 1933 pidió al Reichstag que aprobara la Ley Habilitante que dio a Hitler plenos poderes «temporalmente». Esta ley le otorgaba la libertad de actuar sin consentimiento parlamentario e incluso sin limitaciones constitucionales.
Utilizando su característica mezcla de negociación e intimidación, Hitler ofreció la posibilidad de una cooperación amistosa, prometiendo no amenazar al Reichstag, al presidente, los estados o las iglesias si se le asignaban poderes de emergencia. Con los paramilitares nazis rodeando el parlamento, dijo: «A ustedes les toca, caballeros del Reichstag, decidir entre la guerra y la paz». El Partido de Centro, tras obtener la promesa de que no habría interferencias en materia de religión, se unió a los conservadores para votar a favor de la ley (solo los socialdemócratas votaron en contra).
La ley permitía a Hitler y a su gabinete gobernar por decreto de emergencia durante cuatro años, aunque Hindenburg seguía de presidente. Hitler comenzó inmediatamente a abolir poderes de los estados federados y puso en el punto de mira a partidos y organizaciones políticas. Con la excepción del nazi, los partidos fueron oficialmente ilegalizados el 14 de julio, y el Reichstag renunció a sus responsabilidades democráticas.
La ley no invadía los poderes del presidente, y Hitler no alcanzaría su pleno poder dictatorial hasta la muerte de Hindenburg en agosto de 1934. Hindenburg siguió siendo comandante en jefe del ejército y conservó el poder de negociar tratados extranjeros.